# Берльштедт
Берльштедт (нем. Berlstedt) — община в Германии, в земле Тюрингия. 
Входит в состав района Веймар. Подчиняется управлению Берльштедт. Население составляет 1848 человек (на 31 декабря 2010 года). Занимает площадь 13,39 км².